# Danijel Subašić
Danijel Subašić (Zadar, 27 augustus 1984) is een Kroatisch voormalig voetballer die als doelman speelde. Subašić was van 2009 tot en met 2018 international in het Kroatisch voetbalelftal, waarvoor hij 44 interlands speelde.

## Clubcarrière

### NK Zadar
Subašić begon zijn professionele loopbaan spelend voor zijn geboortestad club NK Zadar tijdens het seizoen van 2003/2004. Na de degradatie van Zadar naar de 2. Hrvatska Nogometna Liga aan het eind van het seizoen 2005/2006, werd hij een basisspeler in de periode van de voetbalclub in de Kroatische tweede divisie.

### HNK Hajduk Split
In de zomer van 2008, werd hij uitgeleend aan HNK Hajduk Split en werd meteen een basisspeler bij de club. Subašić debuteerde op 17 juli 2008 voor HNK Hajduk Split, waar hij daarna al in achttien competitiewedstrijden in de eerste helft van het seizoen 2008/2009 meespeelde. Tijdens de winterstop van het seizoen, besloot de club om de lening om te zetten in een permanente transfer. Subašić hield zijn plaats als een basisspeler in de tweede helft van het seizoen, waardoor nog eens in 13 competitie wedstrijden meespeelde voor de club. Vroeg in het seizoen voetbalde hij ook drie wedstrijden voor de club in de UEFA Europa League kwalificatie.
Tijdens zijn tweede seizoen bij HNK Hajduk Split in 2009/2010, maakte hij in totaal achtentwintig competitie optredens, maar ook nog twee optredens in de UEFA Europa League kwalificatie, en hielp ook de club om de Kroatische voetbalbeker te winnen.
In de eerste helft van het seizoen 2010/2011 raakte hij voor het eerst in zijn carrière zwaar geblesseerd aan zijn knie. Hij speelde weer mee voor HNK Hajduk Split op 15 december 2010.
Het seizoen 2011/2012 begon voor Subašić met een wedstrijd tegen HNK Šibenik (winst 2-1). Hij speelde vervolgens nog twee kwalificatiewedstrijden tegen Stoke City FC (allebei 1-0 verlies) in de Europa League.

### AS Monaco

#### 2011/2012
In januari 2012 tekende Subašić een contract van 4,5 jaar bij de tweedeklasser AS Monaco. Op 13 februari 2012 debuteerde Subašić voor AS Monaco in een 1-0 verloren wedstrijd tegen SC Bastia. In zijn tiende wedstrijd voor AS Monaco, hield Subašić zijn eerste penalty tegen in de drieëndertigste minuut van Ismaël Bangoura. Op 19 mei maakte Subašić de winnende goal in de laatste wedstrijd van het seizoen tegen US Boulogne en sloot het seizoen af op de achtste plek in de Ligue 2 met AS Monaco.

#### 2012/2013
Het seizoen begon voor Subašić met een 4-0 winst voor AS Monaco op FC Tours in de Ligue 2. In zijn vierde competitie wedstrijd tegen EA Guingamp scoorde Ibrahima Touré door een assist van Subašić de winnende goal voor AS Monaco. Op 26 november 2012 kreeg Subašić zijn eerste en enige gele kaart van het seizoen tegen Clermont Foot. Tegen SM Caen kreeg Subašić op 11 december 2012 een rode kaart in de drieënveertigste minuut, vanwege een overtreding op de Guadeloupse speler Livio Nabab. De wedstrijd eindigde in een 3-0-verlies voor AS Monaco. Wegens de overtreding werd Subašić voor twee wedstrijden geschorst. Op het Stade Ange-Casanova hield Subašić zijn vierde strafschop van het seizoen tegen in de tweeënvijftigste minuut. In totaal speelde de Kroaat vijfendertig competitie wedstrijden voor AS Monaco in het 2012/2013 seizoen. Aan het eind van het seizoen promoveerde AS Monaco naar de Ligue 1 en Subašić werd genomineerd voor beste doelman van het seizoen.

#### 2013/2014
In oktober 2013 verlengde AS Monaco de samenwerking met Subašić tot en met de zomer van 2017. Eerder leek het erop dat de Spaanse doelman Victor Valdés de nieuwe keeper zou worden, maar de contractverlenging bevestigde dat Subašić eerste keeper blijft van Les Rouge et Blanc. Ook het salaris van Subašić werd verdubbeld. "Danijel presteert goed en hij werkt hard. Hij verdient dit", zei vicepresident Vadim Vasilyev. Nadat AS Monaco met 2-1 thuis verloor van Valenciennes FC, waarin Subašić de volle negentig minuten speelde, verklaarde Vasilyev op de vraag over Victor Valdés, die al maanden in verband wordt gebracht met de Monegaskische club, het volgende: 'Valdés in Monaco? Hij is een geweldige doelman. Meer kan ik u niets zeggen. Maar ik kan u wel zeggen dat we tevreden zijn met Subašić'. Tot dusver had Subašić in alle competitiewedstrijden onder de lat gestaan. In zijn eerste wedstrijd in 2014 hield Subašić een penalty van AC Milan huurling M'Baye Niang. De wedstrijd tegen Montpellier HSC eindigde in een gelijkspel (1-1) in het Stade de la Mosson. Vanaf 8 november 2013 tot en met 26 januari 2014 (tien wedstrijden) verloor de ploeg van Subašić één keer en hij kreeg vier goals binnen in deze hele periode. Daarnaast werd hij vier keer verkozen tot Man van de wedstrijd. In totaal speelde Subašić vijfendertig wedstrijden voor AS Monaco in dit seizoen.

#### 2014/2015
Het seizoen begon voor Subašić met twee nederlagen in de Ligue 1. De Kroaat incasseerde tegen FC Lorient en Girondins de Bordeaux in totaal zes goals. Op 24 september 2014 won AS Monaco in de laatste minuten van het duel tegen Montpellier HSC, waarmee de Monegaskische club weer een paar punten dichter bij koploper Olympique Marseille was. Na twee overwinningen op rij, verloor de ploeg van Leonardo Jardim met 0-1 van OGC Nice. Carlos Eduardo de Oliveira Alves maakte al na zes minuten de enige goal van de wedstrijd, mede dankzij een slecht gepositioneerde defensiemuur. De Monegasken wonnen met 2-0 van Évian Thonon Gaillard FC in de tiende speelronde van de Ligue 1 in het Stade Louis II. De winst op Évian Thonon Gaillard FC was de zesde wedstrijd voor de Kroatische doelman, waarin hij in totaal (maar) twee doelpunten incasseerde. De doelman verbrak een record, nadat hij voor AS Monaco zijn doel 791 minuten schoon had gehouden. Sinds 29 november 2014 had de Kroatische international geen goal geïncasseerd. Subašić verlengde zijn contract met de Monegaskische club met twee jaar tot en met 2019 in april 2015. Dezelfde maand beschreef de gerenommeerde, Franse krant Le Figaro Subašić als het 'symbool' van de 'Monegaskische compactheid' naar aanloop van de kwartfinale tegen Juventus FC. De Kroaat werd een maand later genomineerd voor beste doelman van de Franse competitie. Anthony Lopes en Steve Mandanda waren ook onder andere genomineerd voor de titel van beste doelman. Na de laatste speelronde tegen FC Lorient kwam het sportportaal Goal.com met hun bevindingen naar voren. Daaruit bleek dat Subašić volgens hun analyse de beste keeper in de Franse competitie was met een percentage van 76,42%. Daarnaast bevond hij zich tussen de top twintig voetballers volgens Goal.com in de Champions League samen met landgenoot Luka Modrić.

#### 2015/2016
In de derde kwalificatieronde van de Champions League wonnen AS Monaco met 3-1 en de volgende wedstrijd met 4-0 van het Zwitserse BSC Young Boys. De Monegaskische kwartfinalist van afgelopen seizoen kwam hiermee op een resultaat van 7-1. De Kroatische doelman speelde in beiden wedstrijden mee. In de play-offronde voor "niet-kampioenen" moest de club van Subašić het opnemen tegen het Spaanse Valencia CF. De Spanjaarden wonnen met 3-1 thuis tegen de Monegasken, met Subašić onder de lat. De Monegasken moesten in de volgende play-off wedstrijden dus drie doelpunten maken om naar de volgende ronde te gaan. Uiteindelijk won AS Monaco, met opnieuw Subašić in het doel met 2-1, maar werd dus wel uitgeschakeld in de play-offronde van de Champions League. In januari 2016 werd de Kroatische goalie in de jaarlijkse verkiezing van het IFFHS voor beste doelman ter wereld op de tiende plek geplaatst. Op 11 maart 2016 speelde Subašić zijn honderdste wedstrijd voor AS Monaco in de Ligue 1. Het competitieduel eindigde in een gelijkspel tegen Stade Reims.

## Clubstatistieken

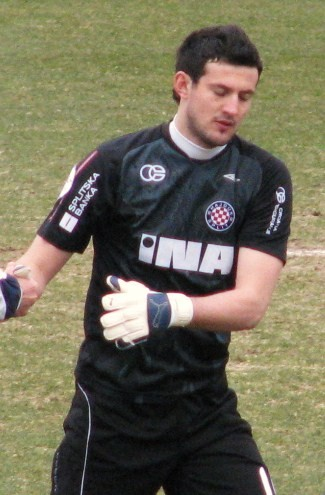
Subašić in het tenue van zijn oude club HNK Hajduk Split

| Seizoen | Club         | Land               | Competitie | Competitie | Competitie | Beker | Beker | Internationaal | Internationaal | Totaal | Totaal |
| Seizoen | Club         | Land               | Competitie | Wed.       | Dlp.       | Wed.  | Dlp.  | Wed.           | Dlp.           | Wed.   | Dlp.   |
| ------- | ------------ | ------------------ | ---------- | ---------- | ---------- | ----- | ----- | -------------- | -------------- | ------ | ------ |
| 2003/04 | NK Zadar     | Vlag van Kroatië   | 1. HNL     | 1          | 0          | 0     | 0     | —              | —              | 1      | 0      |
| 2004/05 | NK Zadar     | Vlag van Kroatië   | 1. HNL     | 12         | 0          | 0     | 0     | —              | —              | 12     | 0      |
| 2005/06 | NK Zadar     | Vlag van Kroatië   | 2. HNL     | 27         | 0          | 1     | 0     | —              | —              | 28     | 0      |
| 2006/07 | NK Zadar     | Vlag van Kroatië   | 2. HNL     | 13         | 0          | 0     | 0     | —              | —              | 13     | 0      |
| 2007/08 | NK Zadar     | Vlag van Kroatië   | 1. HNL     | 28         | 0          | 0     | 0     | —              | —              | 1      | 0      |
| 2008/09 | Hajduk Split | Vlag van Kroatië   | 1. HNL     | 31         | 0          | 8     | 0     | 3              | 0              | 42     | 0      |
| 2009/10 | Hajduk Split | Vlag van Kroatië   | 1. HNL     | 28         | 0          | 6     | 0     | 2              | 0              | 36     | 0      |
| 2010/11 | Hajduk Split | Vlag van Kroatië   | 1. HNL     | 20         | 0          | 0     | 0     | 7              | 0              | 27     | 0      |
| 2011/12 | Hajduk Split | Vlag van Kroatië   | 1. HNL     | 16         | 0          | 2     | 0     | 2              | 0              | 20     | 0      |
| 2011/12 | AS Monaco    | Vlag van Frankrijk | Ligue 2    | 17         | 1          | 0     | 0     | —              | —              | 17     | 1      |
| 2012/13 | AS Monaco    | Vlag van Frankrijk | Ligue 2    | 35         | 0          | 0     | 0     | —              | —              | 35     | 0      |
| 2013/14 | AS Monaco    | Vlag van Frankrijk | Ligue 1    | 35         | 0          | 0     | 0     | —              | —              | 35     | 0      |
| 2014/15 | AS Monaco    | Vlag van Frankrijk | Ligue 1    | 37         | 0          | 0     | 0     | 10             | 0              | 47     | 0      |
| 2015/16 | AS Monaco    | Vlag van Frankrijk | Ligue 1    | 36         | 0          | 0     | 0     | 10             | 0              | 46     | 0      |
| 2016/17 | AS Monaco    | Vlag van Frankrijk | Ligue 1    | 36         | 0          | 4     | 0     | 14             | 0              | 54     | 0      |
| 2017/18 | AS Monaco    | Vlag van Frankrijk | Ligue 1    | 34         | 0          | 2     | 0     | 3              | 0              | 39     | 0      |
| 2018/19 | AS Monaco    | Vlag van Frankrijk | Ligue 1    | 14         | 0          | 2     | 0     | 1              | 0              | 17     | 0      |
| Totaal  | Totaal       | Totaal             | Totaal     | 420        | 1          | 25    | 0     | 52             | 0              | 497    | 1      |

## Interlandcarrière

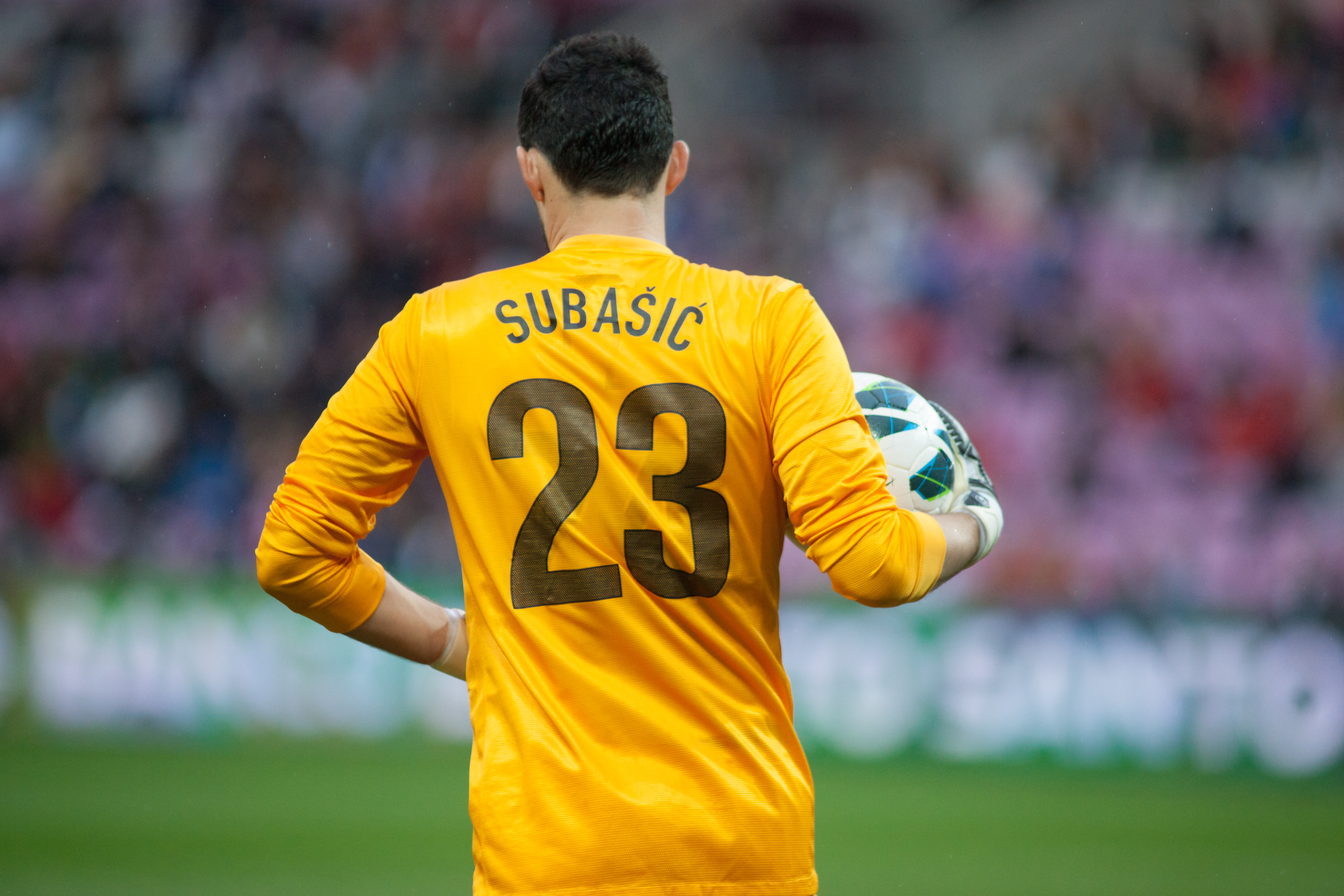
Subašić op 10 juni 2013 met het Kroatische voetbalelftal in de wedstrijd tegen Portugal.

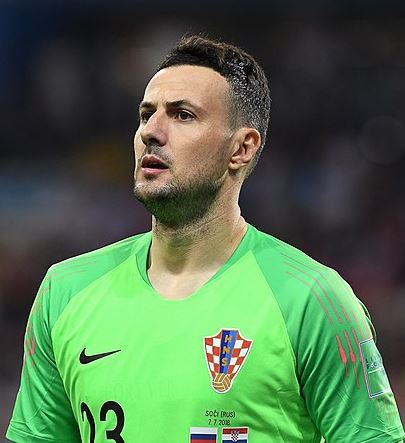
Subašić in actie op het WK 2018 in Rusland

Subašić maakte zijn internationale debuut met het Kroatische onder-21 elftal, in een vriendschappelijke wedstrijd tegen Denemarken op 1 maart 2006. In datzelfde jaar speelde hij in totaal zes internationale wedstrijden met het team, waaronder twee wedstrijden op het Europees kampioenschap onder 17.
In 2009 werd hij opgeroepen voor het Kroatische nationale team, waar hij zijn debuut voor het team maakte op 14 november 2009 in een vriendschappelijke wedstrijd tegen Liechtenstein in Vinkovci, waarbij hij de volledige 90 minuten speelde en Kroatië deze wedstrijd wist te winnen met 5-0. In mei 2010 speelde hij zijn laatste voorlopige wedstrijden voor Kroatië die allebei werden gewonnen door het Kroatische elftal.
Op 10 mei 2012 maakte hoofdtrainer Slaven Bilić de 27 (voorlopige) namen bekend voor het Europees kampioenschap voetbal 2012, waar Subašić tweede doelman was. Op 29 mei 2012 maakte toenmalig bondscoach Slaven Bilić zijn definitieve en 23-koppige selectie bekend die Kroatië vertegenwoordigde op het Europees kampioenschap voetbal 2012 in Polen en Oekraïne, inclusief Subašić die rugnummer 23 kreeg toebedeeld. Op het EK kwam Subašić niet tot spelen.
Subašić werd opgenomen in de Kroatische selectie voor het wereldkampioenschap in Brazilië door bondscoach Niko Kovač, op 31 mei 2014. Op het wereldkampioenschap kwam Subašić in geen enkele wedstrijd in actie aangezien bondscoach Niko Kovač de voorkeur gaf aan Stipe Pletikosa.

### EK 2016
Na het wereldkampioenschap besloot Stipe Pletikosa, na vijftien jaar onder de lat te hebben gestaan bij de Vatreni, zijn schoenen aan de wilgen te hangen. Subašić volgde de doelman van FK Rostov op en werd opgeroepen door bondscoach Niko Kovač in de vriendschappelijke wedstrijd tegen Cyprus en het eerste EK-kwalificatieduel tegen Malta. Mede dankzij het optreden van Subašić werd Kroatië voor het eerst in de geschiedenis het meest efficiënte voetbalelftal na drie EK-kwalificatie wedstrijden. De Kroaten pakten meteen negen punten en kwamen na drie duels uit op een doelsaldo van 9-0, waarmee de Kroaten elftallen als Engeland (8-0) en IJsland (8-0) achter zich lieten. Hij werd opgeroepen in mei 2015 door de Kroatische bondscoach voor de vriendschappelijke wedstrijd tegen Gibraltar en de EK-kwalificatiewedstrijd tegen Italië op respectievelijk 7 juni en 12 juni 2015. De Kroatische doelman incasseerde één goal in internationale wedstrijden in juni 2015. Kroatië kwalificeerde zich direct voor het Europees kampioenschap in Frankrijk door alle wedstrijden in de laatste kwalificatieronde te winnen in oktober 2015. De doelman is de enige speler van de Kroatische selectie die alle kwalificatiewedstrijden heeft meegespeeld. Daarnaast heeft hij in alle kwalificatieduels in totaal vijf treffers geïncasseerd. Wegens een blessure werd Subašić in november 2015 vervangen door Lovre Kalinić tegen Rusland. Hij maakte wel deel uit van de definitieve selectie van Kroatië voor het Europees kampioenschap in Frankrijk. Kroatië werd op 26 juni in de achtste finale tegen Portugal uitgeschakeld na een doelpunt van Ricardo Quaresma in de verlenging.

### WK 2018
Subašić zijn tweede toernooi werd een succes. Op het WK 2018 versloeg Kroatië in de halve finale Engeland in de extra tijd. De finale tegen Frankrijk werd verloren met 4-2. Na dit toernooi kondigde de doelman zijn afscheid aan als international. Lovre Kalinić, Dominik Livaković en Karlo Letica strijden onder elkaar uit wie de opvolger wordt van Subašić als nieuwe nummer één van Kroatië.

### Internationale wedstrijden
| №                                 | Datum                           | Locatie                         | Wedstrijd                       | Uitslag                         | Competitie                      | Goals                           |
| Als speler van HNK Hajduk Split   | Als speler van HNK Hajduk Split | Als speler van HNK Hajduk Split | Als speler van HNK Hajduk Split | Als speler van HNK Hajduk Split | Als speler van HNK Hajduk Split | Als speler van HNK Hajduk Split |
| --------------------------------- | ------------------------------- | ------------------------------- | ------------------------------- | ------------------------------- | ------------------------------- | ------------------------------- |
| 1.                                | 24 november 2009                | Stadion Cibalia, Vinkovci       | Kroatië – Liechtenstein         | 5 – 0                           | Vriendschappelijk               | 0                               |
| 2.                                | 19 mei 2010                     | Hypo-Arena, Klagenfurt          | Oostenrijk – Kroatië            | 0 – 1                           | Vriendschappelijk               | 0                               |
| 3.                                | 26 mei 2010                     | A. Le Coq Arena, Tallinn        | Estland – Kroatië               | 0 – 0                           | Vriendschappelijk               | 0                               |
| Als speler van AS Monaco          |                                 |                                 |                                 |                                 |                                 |                                 |
| 4.                                | 25 mei 2012                     | Stadion Aldo Drosina, Pula      | Kroatië – Estland               | 3 – 1                           | Vriendschappelijk               | 0                               |
| 5.                                | 10 juni 2013                    | Stade de Genève, Lancy          | Kroatië – Portugal              | 0 – 1                           | Vriendschappelijk               | 0                               |
| 6.                                | 5 maart 2014                    | AFG Arena, St. Gallen           | Zwitserland – Kroatië           | 2 – 2                           | Vriendschappelijk               | 0                               |
| 7.                                | 4 september 2014                | Stadion Aldo Drosina, Pula      | Kroatië – Cyprus                | 2 – 0                           | Vriendschappelijk               | 0                               |
| 8.                                | 9 september 2014                | Maksimirstadion, Zagreb         | Kroatië – Malta                 | 2 – 0                           | EK-kwalificatie 2016            | 0                               |
| 9.                                | 10 oktober 2014                 | Vasil Levski Stadion, Sofia     | Bulgarije – Kroatië             | 0 – 1                           | EK-kwalificatie 2016            | 0                               |
| 10.                               | 13 oktober 2014                 | Stadion Gradski vrt, Osijek     | Kroatië – Azerbeidzjan          | 6 – 0                           | EK-kwalificatie 2016            | 0                               |
| 11.                               | 16 november 2014                | Stadio Giuseppe Meazza, Milaan  | Italië – Kroatië                | 1 – 1                           | EK-kwalificatie 2016            | 0                               |
| 12.                               | 28 maart 2015                   | Maksimirstadion, Zagreb         | Kroatië – Noorwegen             | 5 – 1                           | EK-kwalificatie 2016            | 0                               |
| 13.                               | 7 juni 2015                     | Varteksstadion, Varaždin        | Kroatië – Gibraltar             | 4 – 0                           | Vriendschappelijk               | 0                               |
| 14.                               | 12 juni 2015                    | Poljudstadion, Split            | Kroatië – Italië                | 1 – 1                           | EK-kwalificatie 2016            | 0                               |
| 15.                               | 3 september 2015                | Bakcell Arena, Bakoe            | Azerbeidzjan – Kroatië          | 0 – 0                           | EK-kwalificatie 2016            | 0                               |
| 16.                               | 6 september 2015                | Ullevaalstadion, Oslo           | Noorwegen – Kroatië             | 2 – 0                           | EK-kwalificatie 2016            | 0                               |
| 17.                               | 10 oktober 2015                 | Maksimirstadion, Zagreb         | Kroatië – Bulgarije             | 3 – 0                           | EK-kwalificatie 2016            | 0                               |
| 18.                               | 13 oktober 2015                 | Ta' Qalistadion, Ta' Qali       | Malta – Kroatië                 | 0 – 1                           | EK-kwalificatie 2016            | 0                               |
| 19.                               | 23 maart 2016                   | Stadion Gradski vrt, Osijek     | Kroatië – Israël                | 2 – 0                           | Vriendschappelijk               | 0                               |
| 20.                               | 27 mei 2016                     | Gradski Stadion, Koprivnica     | Kroatië – Moldavië              | 1 – 0                           | Vriendschappelijk               | 0                               |
| 21.                               | 4 juni 2016                     | Stadion Rujevica, Rijeka        | Kroatië – San Marino            | 10 – 0                          | Vriendschappelijk               | 0                               |
| Totaal                            | Totaal                          | Totaal                          | Totaal                          | Totaal                          | Totaal                          | 0                               |
| Laatst bijgewerkt op 7 juni 2016. |                                 |                                 |                                 |                                 |                                 |                                 |

## Erelijst
HNK Hajduk Split
- Kroatische voetbalbeker (1): 2010

 AS Monaco
- Ligue 2 (1): 2012/13
- Ligue 1 (1): 2016/2017